# Ken Ishii
Ken Ishii (ケン・イシイ) es un productor japonés de Sapporo. Se graduó en la Universidad de Hitotsubashi. Ha publicado música tanto bajo su propio nombre como utilizando diferentes alias, entre los que se encuentran FLR, Flare, UTU, Yoga y Rising Sun.

## Carrera
Fuertemente influido por el Detroit techno, Ken Ishii comenzó publicando en Plus 8, el sello de Richie Hawtin, en 1993 bajo el pseudónimo UTU. Sin embargo, es sobre todo en el sello R&S Records, especializado en un tipo de techno más experimental, en el que se da a conocer y desarrolla buena parte de su discurso musical. Ishii es en esa época uno de los estandartes de un nuevo tipo de sonido innovador que ampliaba las fronteras del techno, compartiendo esta inquietud con otros productores como B12 o The Black Dog. Entre las influencias se han citado no sólo clásicos de Detroit como Derrick May, sino también músicos como Yellow Magic Orchestra y Haruomi Hosono.
Desde la publicación de su álbum "Jelly Tones" en 1995 deja de ser desconocido y su audiencia se hace más amplia. En 1998 compone la música para la ceremonia de apertura de los Juegos Olímpicos de Invierno. En este año participa también en la banda sonora de la película "Pi" de Darren Aronofsky.

## Discografía

### Álbumes
- "Garden On The Palm" (2 X 12" - RS 93012 - 1993)
- "Innerelements"(CD - RS 94038 CD - 1994)
- "Jelly Tones" (2LP/CD - RS 95065/RS 95065 CD - 1995)
- "Green Times" (CD - Sublime Records SBLCD5002 - 1995)
- "Grip" (CD - Sublime Records SBLCD5011 - 1996)
- "Metal Blue America" (CD - R&S Records - 1997)
- "Sleeping Madness" (2LP/CD - RS 99153/RS 99153 CD - 1999)
- "Flatspin" (CD - Exceptional EXLPCD0103 - 2000)
- "Millennium Spinnin at Reel up" (CD - Sony Music Ent. - 2001)
- "FLR Easy Filters" (1999 - 2001)(2 X CD - Reel Musiq Sublime Records RLCD-002 - 2001)
- "Rebore Vol.2" (2001)
- "Future In Light" (CD - Exceptional EXLPCD0302 - 2002)
- "Interpretations" (CD - Exceptional EXLPCD0405 - 2003)
- "Play, Pause and Play" (2 X CD - Sublime records IDCS1016/1017 - 2005)
- "Sunriser" (CD - 70Drums IDCK-1002 - 2006)
- "Daybreak Reprise -SUNRISER Remixed-" (2008)

### Singles
- "Pneuma" (12" - RS 93025 - 1993)
- "Deep Sleep" (12" - APOLLO 8 - 1993)
- "Tangled Notes" (12" - RS 94046 - 1994)
- "Extra" (12"/CD - RS 95064/RS 95064 CD - 1995)
- "Stretch" (CD - SRCS 8098 - 1995)
- "Overlap" (CD - RS 96107 - 1996)